# Исторический источник

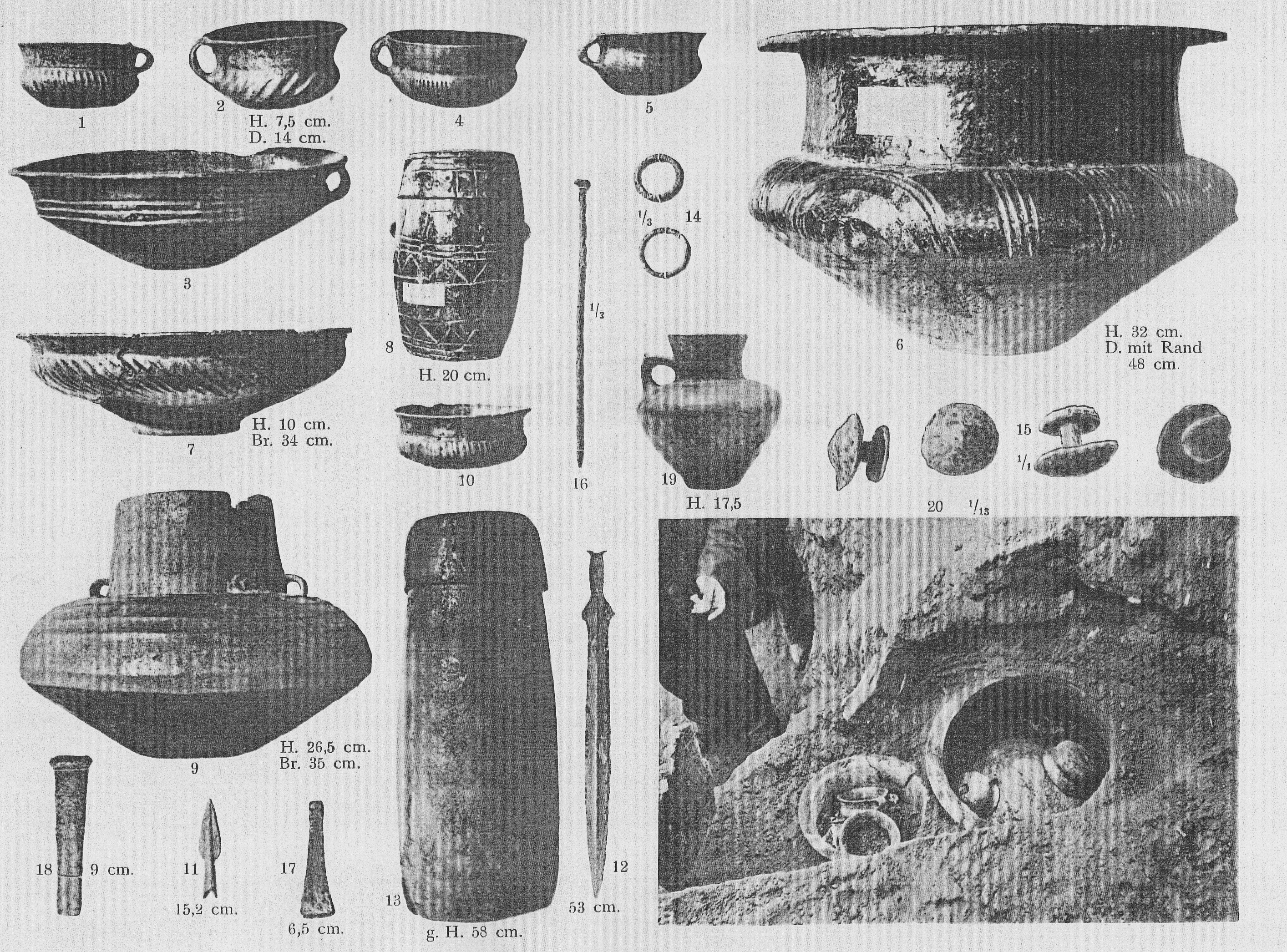
Предметы культуры шнуровой керамики (археологические источники)

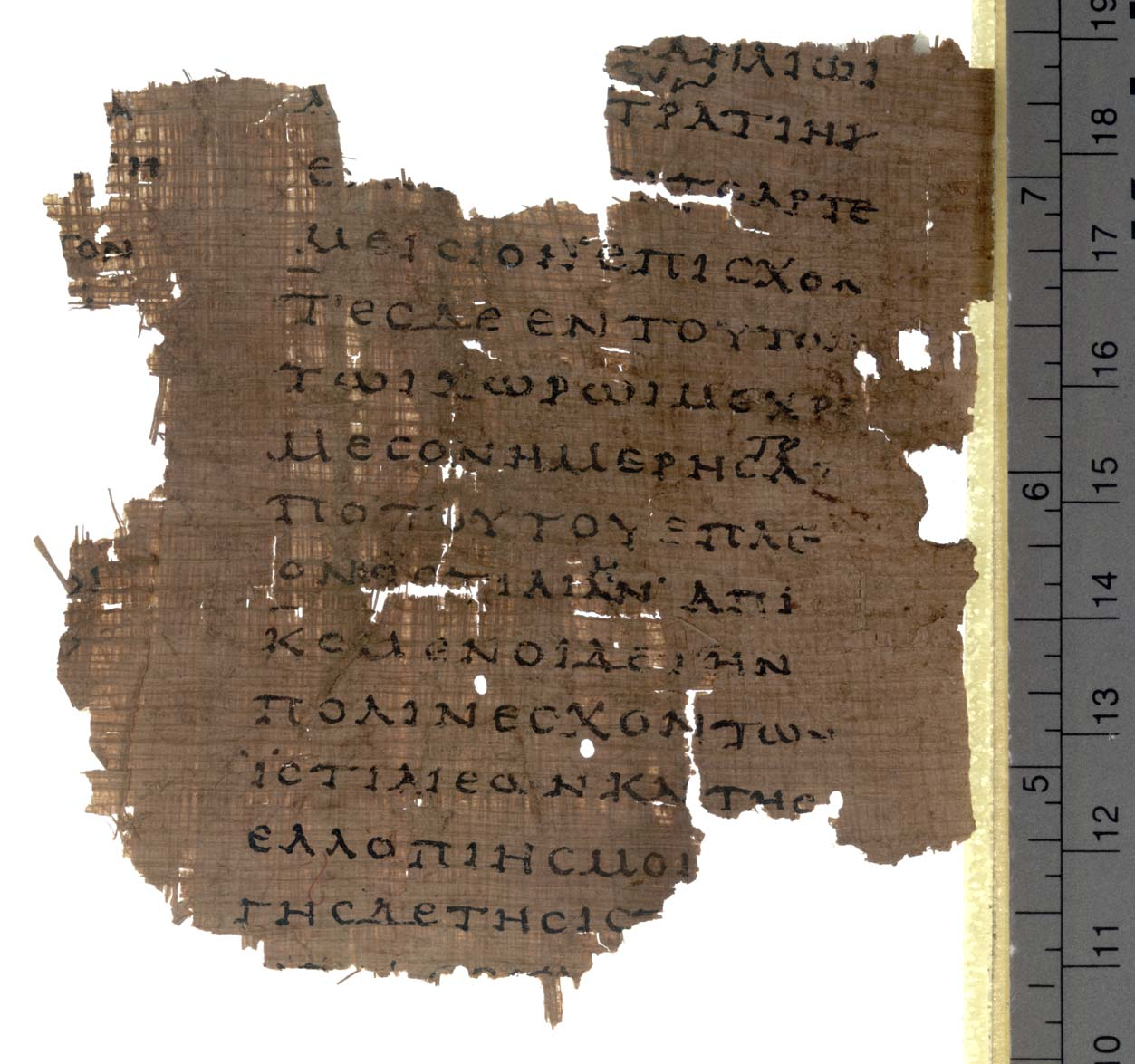
Фрагмент списка II века «Истории» Геродота (письменный источник)

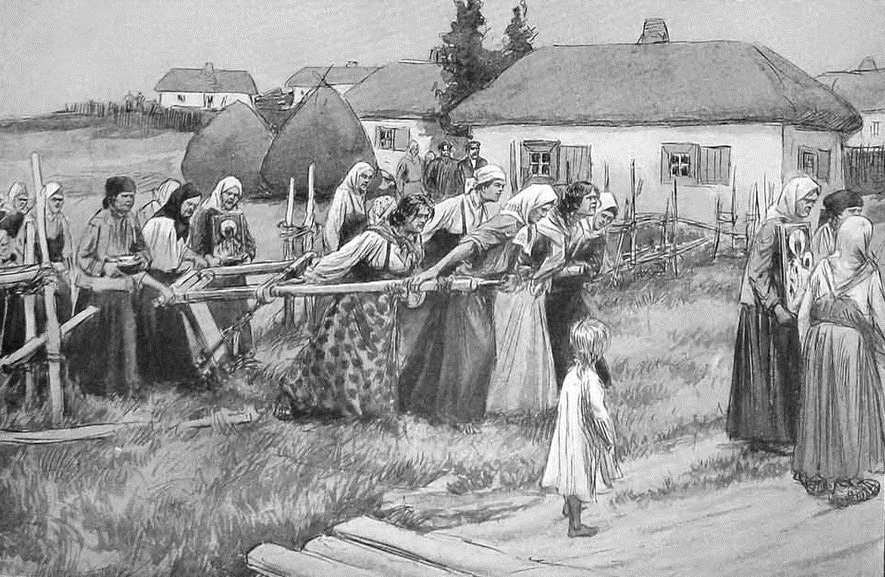
Ритуал «выпахивания» холеры во время эпидемии. Окрестности Екатеринослава, XIX век (этнографический источник)

Истори́ческий исто́чник — продукт (материально реализованный результат) целенаправленной человеческой деятельности, используемый для получения данных о человеке и обществе, в котором тот жил и действовал.
Истори́ческие исто́чники — весь комплекс документов и предметов материальной культуры, непосредственно отразивших исторический процесс и запечатлевших отдельные факты и свершившиеся события, на основании которых воссоздаётся представление о той или иной исторической эпохе, выдвигаются гипотезы о причинах или последствиях, повлёкших за собой те или иные исторические события.
Изучением исторических источников занимается источниковедение.

## Классификация источников
Существует несколько подходов к общей классификации исторических источников. В XIX веке в Европе была распространена классификация источников на остатки и предания.

### И. Дройзен
Одним из первых детальную классификацию исторических источников предложил немецкий историк XIX века И. Дройзен. Он разделил всё многообразие продуктов целенаправленной человеческой деятельности на исторические остатки и исторические предания (исторические традиции).
Согласно Дройзену, речь, письмо, изображение — составляют историческую традицию. Она подразделяется на устную (песнь, сага, рассказ, легенда, анекдот, пословицы, крылатые слова), письменную (генеалогические таблицы, исторические надписи, мемуары, брошюры, газеты и т. п.) и изобразительную (географические карты, иконография исторических личностей, планы городов, рисунки, живопись, скульптура).
По мнению Дройзена, непосредственными результатами самих событий являются так называемые остатки:
- произведения всех наук, ремёсел, искусств, свидетельствующие о потребностях, способностях, взглядах, настроениях, состояниях;
- данные языка;
- обычаи, нравы, учреждения;
- монументы;
- деловые акты, протоколы, делопроизводственные и всевозможные административные документы.

### Л. Н. Пушкарёв
Историк Л. Н. Пушкарёв подразделял исторические источники на типы, роды, виды. Тип, по Л. Н. Пушкарёву, «это высшая систематическая категория». Отличительной чертой типа является сам принцип хранения и кодирования информации. В основе типологизации лежит способ кодирования информации. Пушкарёв выделил следующие типы:
1. Письменные (но туда не входят эпиграфические источники: надписи на камнях, берестяные грамоты и т. п.).
2. Вещественные (археологические).
3. Устные источники.
4. Данные языка.
5. Этнографические (явления культурной и общественной жизни).
6. Кинофотодокументы.
7. Фонодокументы.
Тип «письменные исторические источники» подразделялся на два рода:
1. Документальные.
2. Повествовательные.

Документальные исторические источники воплощают в себе действительность, а повествовательные отображают её через сознание их авторов.
Виды — ещё более мелкая градация. Под видом Пушкарёв понимает «исторически сложившийся комплекс письменных источников, для которых характерны сходные признаки их структуры, их внутренней формы».

### С. О. Шмидт
В 1985 году С. О. Шмидтом была предложена другая схема классификации источников по типам и подтипам.
1. Вещественные источники во всем их многообразии (от памятников археологии до современных машин и предметов бытового обихода).
2. Изобразительные источники:
А) художественно-изобразительные (произведения изобразительного искусства, искусства кино и фотографии);
Б) изобразительно-графические;
В) изобразительно-натуральные (прежде всего фотографии, кинокадры).
3. Словесные источники:
А) разговорная речь;
Б) памятники устного творчества (фольклор);
В) письменные памятники (включая эпиграфические) во всем многообразии содержания и формы — видов и разновидностей. К этому типу относятся и все фонодокументы, в той или иной мере фиксирующие «речь» человека.
4. Конвенционные источники во всем их многообразии. Сюда можно отнести все условные обозначения графическими знаками (ноты, знаки математической, химической и др. символики).
5. Поведенческие источники. Визуально наблюдаемые (или воспроизводимые) обычаи и обряды (ритуалы) — коллективные и индивидуальные действия (трудовые, семейно-бытовые, праздничные и пр.)
6. Звуковые или аудиальные источники (это звуки в широком и узком смысле).

### Намеренные и ненамеренные письменные источники
Исторические источники также делят на намеренные и ненамеренные. Марк Блок в качестве примера намеренного источника приводит «Историю» Геродота, а в качестве примера ненамеренного источника — древнеегипетский погребальный папирус. Таким образом намеренные источники — это те источники, которые создавались с расчётом на то, что их будут изучать потомки. Примеры намеренных источников — хроники, мемуары. Ненамеренные источники не предназначались для потомков. Примеры ненамеренных источников — деловая переписка, служебные документы. С точки зрения историка, оба типа источников имеют свои преимущества и недостатки. Намеренные источники, как правило, передают хронологию исторических событий и их связь. В то же время эти источники часто ангажированы. Ненамеренные источники часто фрагментарны, но они дают историку те сведения, которые отсутствуют в намеренных источниках (например, по причине того, что современники не считали эти сведения достаточно значимыми для передачи потомкам). Подчёркивая важность источников, Марк Блок поставил вопрос об обязательном включении в книги по истории глав об источниках и методах их изучения.

### Репрезентативность источников
Когда речь идет о юридических документах, а также письмах, источником по большей части является не отдельный документ, а вся сумма документов, происходящих из опредëленного архива. В подавляющем большинстве случаев, по крайней мере, применительно к эпохе древнее XIV века в Европе, сохранились лишь фрагменты существовавших в то время архивов, и то, чем располагают историки, является выборкой с неизвестной представительностью.
Как писал Марк Блок:

Вопреки тому, что, кажется, иногда думают начинающие, источники отнюдь не появляются по таинственному  велению свыше. Их наличие или отсутствие в таком-то архивном фонде, в такой-то библиотеке, в такой-то почве зависит от причин, связанных с человеком и превосходно поддающихся анализу, а проблемы, возникающие в связи с перемещением этих памятников, — отнюдь  не просто упражнение в  технике исследования: сами по себе они затрагивают интимные аспекты жизни прошлого, ибо речь идет о передаче воспоминаний через эстафету поколений...
...Бесчисленные римские  муниципии превратились в заурядные итальянские городишки, где археолог с трудом отыскивает скудные следы античности; зато извержение Везувия сохранило Помпеи.
Разумеется, далеко не всегда великие  бедствия человечества служили истории. Вместе с грудами  литературных и  историографических рукописей погибли в смутах нашествий бесценные досье римской императорской бюрократии. На наших глазах две мировые войны уничтожили на овеянной славой земле многие памятники и архивы. Мы уже никогда  не сможем перелистать письма старых купцов Ипра, и я сам  видел, как во время отступления сожгли книгу приказов целой армии.
Впрочем, и мирная гладь социальной жизни без вспышек лихорадки оказывается гораздо менее  благоприятной, чем  можно  думать, для передачи воспоминаний. Революции  взламывают дверцы сейфов и заставляют министров бежать, не дав им времени сжечь свои секретные бумаги. В старых архивах юридических контор дела банкротов содержат доступные для нас документы предприятий, владельцы которых, если б им посчастливилось плодотворно и почетно продолжать  свое дело до наших дней, ни за что не согласились бы отдать на всеобщее обозрение содержимое своих папок.

### Близость к историческому процессу
В зависимости от близости к историческому процессу источники могут быть первичными, вторичными и третичными. При этом к историческим источникам относятся обычно только первичные источники, реже — некоторые вторичные.
- Первичные источники представляют собой материалы «из первых рук», записанные современниками или как-либо иначе непосредственно отразившие исторический процесс[7][8]. Как отмечают Маргарет Далтон и Лори Чарниго, первичные источники предоставляют исследователям «прямую, неопосредованную информацию об объекте исследования»[9]. К первичным источникам могут принадлежать: предметы материальной культуры (включая археологические материалы), изобразительные источники, разговорная речь, памятники устного творчества, поведенческие источники (обычаи и обряды), письменные источники — документы (торговые, юридические, религиозные, записи речи), хроники (летописи), письма, мемуары, дневники, литературные произведения и др. В качестве первичных могут использоваться также следующие условно вторичные и третичные источники, если они принадлежат к изучаемому периоду: биографии, исследования (в том числе научные), энциклопедии, словари, учебники, газетные и журнальные статьи[10].
- Вторичные источники — та или иная обработка исторического материала из первичных источников. То есть вторичные источники как минимум на один шаг удалены от события или факта. Это сообщения, сочинения или исследования, которые описывают, анализируют, адаптируют, оценивают, интерпретируют и / или обобщают первичные источники. Вторичные источники чаще всего имеют письменную форму. Ко вторичным источникам могут принадлежать: хроники (летописи), исследования (в том числе научные), литературные произведения, газетные и журнальные статьи, биографии, библиографии, учебники и др.
- Третичные источники — это компиляции, обобщения первичных и вторичных источников, также могут содержать анализ. К третичным источникам относят: энциклопедии, словари, библиографии, книжные указатели, учебники и др.[7][8][11]

В качестве исторических источников, как правило, выступают первичные источники (первоисточники), на основании которых создаются вторичные источники. Однако не всегда очевидно, к какому типу принадлежат источники. Вторичный источник может выступать в качестве первичного. Если первичный источник не сохранился, в качестве первичного может использоваться наиболее близкий к нему вторичный. Первичные и вторичные источники — относительные термины. Одни и те же источники могут быть как первичными, так и вторичными, в зависимости от объекта исследования. По этим причинам некоторые исследователи затрудняются сформулировать точное определение первичного и вторичного источника.
По словам Мишеля Фуко:

Все более и более полное сбережение письменных источников, учреждение архивов, их упорядочивание, реорганизация библиотек, создание каталогов, репертуаров, инвентариев представляют собой в конце классической эпохи нечто большее, чем просто новую восприимчивость ко времени, к своему прошлому, к глубинным пластам истории; это способ введения в уже сформировавшийся язык и в оставленные им следы того же самого порядка, который устанавливают между живыми существами. Именно в этом зарегистрированном времени, в этом разбитом на квадраты и пространственно-локализованном становлении, историки XIX века возьмутся за написание наконец «верной» истории, то есть освобождённой от классической рациональности, от её упорядоченности и от её теодицеи, — истории, отданной во власть неистовой силе вторгающегося времени.

## Работа с источниками
Извлекая информацию из источника, исследователь должен помнить два существенных момента:
- источник даёт лишь ту информацию, которую в нём ищет историк. Он отвечает лишь на те вопросы, которые историк ставит перед ним. И полученные ответы всецело зависят от заданных вопросов;
- письменный источник передаёт события через мировосприятие автора, его создавшего. Это обстоятельство имеет важное значение, ибо то или иное понимание картины мира, существующее в сознании создателя источника, так или иначе воздействует на те данные, которые он фиксирует.

Так как исторические источники различных видов создаются людьми в процессе осознанной и целенаправленной деятельности и служили им для достижения конкретных целей, то они несут ценную информацию о их создателях и о том времени, когда были созданы. Чтобы извлечь эту информацию, необходимо понимать особенности и условия возникновения исторических источников. Информацию из источника важно не только извлечь, но и критически оценить, а также правильно интерпретировать.

### Интерпретация источников

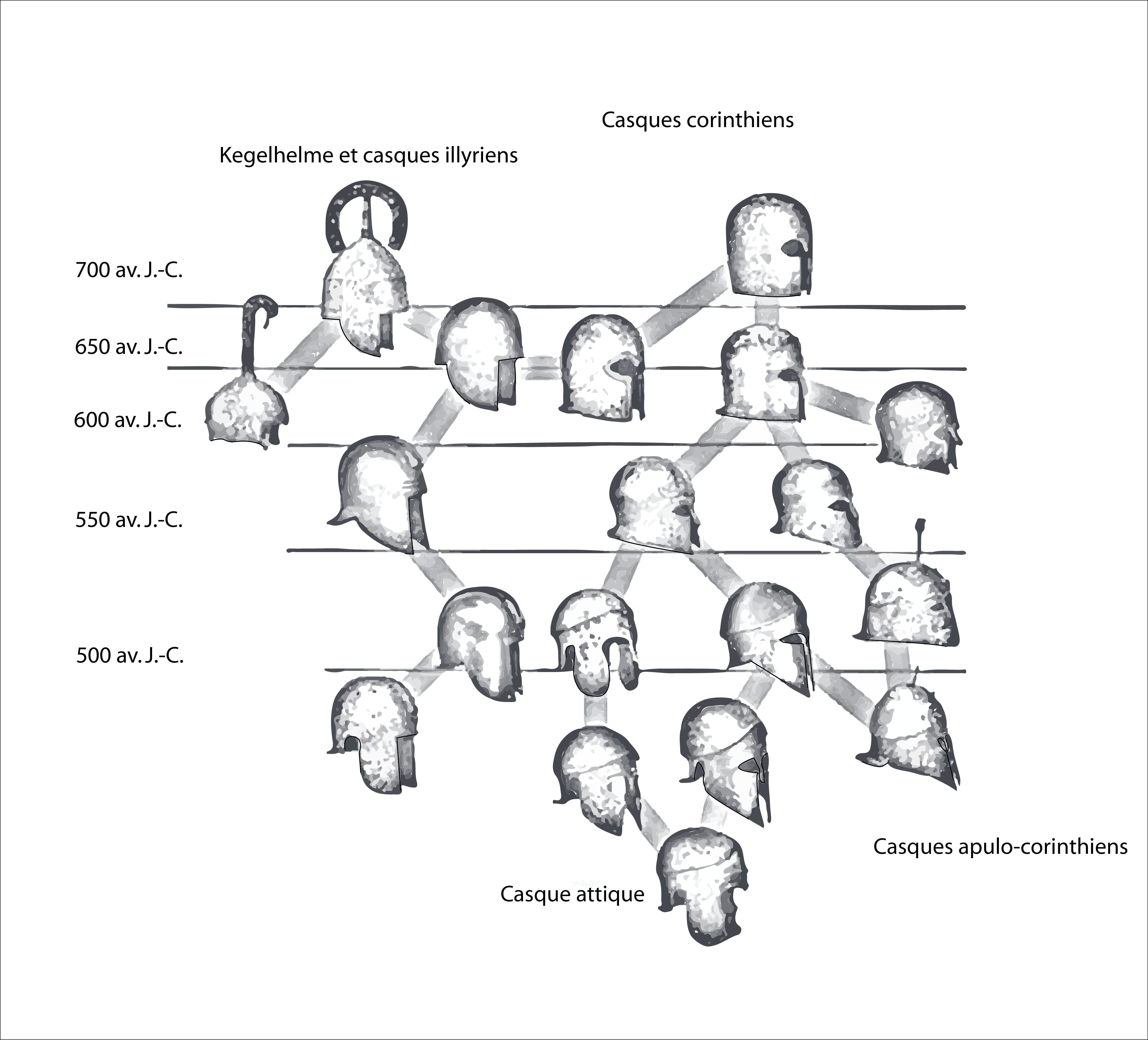
Развитие древнегреческого шлема

Интерпретацию проводят с целью установить (в той или иной мере, в какой это возможно с учётом временной, культурной, любой другой дистанции, разделяющей автора произведения и исследователя) тот смысл, который вкладывал в письменный источник его автор. От интерпретации исследователь переходит к анализу содержания. На этом этапе становится необходимым взглянуть на источник и его свидетельства глазами современного исследователя — человека другого времени. Исследователь раскрывает всю полноту социальной информации вокруг источника, решает проблему её достоверности. Он выдвигает аргументы в пользу своей версии правдивости свидетельств и обосновывает свою позицию.
По мнению историка Марка Блока, сами по себе источники ничего не говорят. Историк, изучающий источники, должен искать в них ответ на какой-либо определённый вопрос. В зависимости от постановки вопроса источник может сообщать разную информацию. Блок приводит в качестве примера жития святых эпохи раннего Средневековья. Эти источники, как правило, не содержат достоверных сведений о самих святых, зато они проливают свет на образ жизни и мышления своих авторов.
По мнению историка науки Б. А. Старостина, «во многих случаях сведения, сообщаемые древними источниками, представляются нам более ошибочными, чем они есть на самом деле, потому что мы вкладываем в них иное содержание».

### Примеры интерпретации источников
Историк культуры Владимир Библер считал, что вместе с созданным когда-то руками человека историческим источником из прошлого в наше время попадает «фрагмент прошедшей действительности». После позитивной идентификации источника исследователь начинает заниматься реконструктивной работой: сопоставлением с уже известными источниками, мысленной достройкой, заполнением лакун, исправлением искажений и очисткой от более поздних напластований и субъективных интерпретаций. Главным для историка является определить, действительно ли описанное в источнике или донесенное им событие — факт, и что этот факт действительно был или происходил. В результате историк расширяет попавший в наше время фрагмент прошедшей действительности и как бы увеличивает его «историческую площадь», более полно реконструрирует сам источник, углубляет его истолкование и понимание, а в итоге — увеличивает историческое знание:

Расшифровывая исторический факт, мы включаем в современную действительность фрагменты действительности прошедшей и тем самым раскрываем историзм современности. Мы сами развиваемся как культурные субъекты, то есть субъекты, прожившие долгую историческую жизнь (100, 300, 1000 лет). Мы действуем как исторически памятливые субъекты.
Владимир Библер приводит следующий пример. В 1952 году на Неревском раскопе в Новгороде студенты-археологи МГУ во главе с A. B. Арциховским среди целого ряда берестяных грамот XII—XIV веков обнаружили грамоту № 46 с надписью:
```
Н В Ж П С Н Д М К З А Т С Ц Т…
Е Е Я И А Е У А А А Х О Е И А…
```

Несмотря на то, что правая часть надписи не сохранилась, попытки расшифровать грамоту оказались успешными. Оказывается, что нужно было читать её по вертикали, приставляя к букве верхней строчки — букву нижней, а затем начинать всё сначала, и так до последней буквы. Часть недостающих букв была восстановлена по смыслу. Непонятная надпись была шуткой новгородского школяра, написавшего: «Невежа писа не дума каза, а хто се цита…» — «Незнающий написал, недумающий показал, а кто это читает…». В результате работы с куском бересты исследователь не только расшифровал надпись, но и получил представления о характере людей и культуре того времени. Он также генерировал новое знание о древнерусской культуре и о психологии людей исследуемой эпохи, или, словами Библера, расширил площадь фрагмента прошлого:

…в нашем времени теперь присутствует (в качестве факта) именно такая, действительно осмысленная берестяная грамота. Присутствует и актуально существует кусок быта XII в. вместе с характерным грубоватым юмором, розыгрышем, «обрывком» взаимоотношений.

### Условия успешной работы с источниками
Многие историки предупреждают об опасности фетишизации источников. Следует помнить, что источники — это всего лишь рабочий материал для историка, а их анализ и критика закладывают базу для исследования. Основной же этап в работе историка начинается на стадии интерпретации источника в контексте его времени и осмысления отдельно взятого источника в комплексе с другими данными для производства нового исторического знания.
Говоря об исторических источниках, И. Дройзен постоянно подчеркивал их неполноту и фрагментарность, не позволяющую воссоздать полную картину прошлого. Он призывал проводить перекрёстный анализ различных видов источников, чтобы избежать их неправильной трактовки. В качестве меры достоверности исследования Дройзен предлагал признать чёткость в обозначении пробелов и возможных ошибок.
Для успешной работы с историческими источниками от историка требуется не только кропотливость и непредвзятость, но и глубокие знания предмета исследования и широкий культурный кругозор. В качестве примера плодотворной работы историка с источниками можно привести С. М. Соловьева, автора 29-томной «Истории России с древнейших времён». В. О. Ключевский так писал о нём:

Широта исторического взгляда была отражением широты его исторического образования. В области русской истории трудно быть специалистом более Соловьева. Не много будет после него учёных, которым удастся так последовательно и полно изучить источники нашей истории. Но Соловьев не закапывался в свою специальность. В этом отношении он — поучительный образец, особенно для занимающихся отечественной историей, между которыми часто проявляется наклонность уединяться в своей цеховой келье.— В. О. Ключевский